# Церковь Святой Троицы (Болычево)
Церковь Святой Троицы — недействующий православный храм в селе Болычево Волоколамского городского округа Московской области. Памятник архитектуры регионального значения.

## История
В селе Болычево исстари стояла деревянная церковь. В Смутное время подверглась разорению. В 1680 году построена церковь в честь Живоначальной Троицы.
В 1729 году граф Фёдор Самойлович Скавронский, владелец усадьбы, построил деревянную церковь с приделом Казанской иконы Божией Матери. По церкви село называлось Троицким. Ф. С. Скавронский скончался в Москве, в 1720-х годах, потомства не оставил. Императрица Елизавета Петровна пожаловала его земли графу Алексею Григорьевичу Разумовскому, от него Болычево и Карачарово перешли к его брату, Кириллу Григорьевичу, а тот разделил своё имущество в 1784 году между своими детьми. Болычево досталось Льву (1757—1818).
Лев Кириллович Разумовский на свои средства построил в 1812 году каменную церковь.
В советское время храм был закрыт. Верхний ярус колокольни разрушен. Сохранилась роспись купола, выполненная в 1827 году Т. Любимовым.
До наших дней сохранился каменный амбар построенный в 1790-х годах.